# TvN 토일 드라마

tvN 토일 드라마는 tvN에서 매주 토요일부터 일요일 오후 9시 20분에 방송 중인 드라마 프로그램이다.

## 개요
미니 시리즈 드라마 형식으로 방송 중이다.

## 방송 시간
| 방송 채널 | 방송 기간                   | 방송 시간                                           | 방송 분량  |
| --------- | --------------------------- | --------------------------------------------------- | ---------- |
| tvN       | 일자 미상 ~ 일자 미상       | 매주 토요일 ~ 일요일 오후 9시 10분 ~ 오후 10시 30분 | 1시간 20분 |
| tvN       | 일자 미상 ~ 일자 미상       | 매주 토요일 ~ 일요일 오후 9시 20분 ~ 오후 10시 40분 | 1시간 20분 |
| tvN       | 2023년 일자 미상 ~ 현재     | 매주 토요일 ~ 일요일 오후 9시 20분 ~ 오후 10시 40분 | 1시간 20분 |
| tvN       | 2017년 6월 10일 ~ 일자 미상 | 매주 토요일 ~ 일요일 오후 9시 ~ 오후 10시 40분      | 1시간 40분 |
| tvN       | 일자 미상 ~ 일자 미상       | 매주 토요일 ~ 일요일 오후 9시 10분 ~ 오후 10시 50분 | 1시간 40분 |

## 프로그램 리스트
- 아래 프로그램은 2002년 11월 이후 시청 가능 연령을 표시하는 드라마 프로그램 등급 제도를 의무적으로 시행하여 현재까지 이어지고 있습니다.
- 2017년 3월 1일부터 TV 프로그램 등급 표시 외에 주제, 폭력성, 선정성, 언어, 모방 위험 등 분류 사유 표시를 의무적으로 시행하고 있습니다.

### 2010년대

#### 2017년
- 《비밀의 숲》 : 2017년 6월 10일 ~ 2017년 7월 30일
- 《명불허전》 : 2017년 8월 12일 ~ 2017년 10월 1일
- 《변혁의 사랑》 : 2017년 10월 14일 ~ 2017년 12월 3일
- 《세상에서 가장 아름다운 이별》 : 2017년 12월 9일 ~ 2017년 12월 17일
- 《화유기》 : 2017년 12월 23일 ~ 2018년 3월 4일

#### 2018년
- 《라이브》 : 2018년 3월 10일 ~ 2018년 5월 6일
- 《무법 변호사》 : 2018년 5월 12일 ~ 2018년 7월 1일
- 《미스터 션샤인》 : 2018년 7월 7일 ~ 2018년 9월 30일
- 《나인룸》 : 2018년 10월 6일 ~ 2018년 11월 25일
- 《알함브라 궁전의 추억》 : 2018년 12월 1일 ~ 2019년 1월 20일

#### 2019년
- 《로맨스는 별책부록》 : 2019년 1월 26일 ~ 2019년 3월 17일
- 《자백》 : 2019년 3월 23일 ~ 2019년 5월 12일
- 《아스달 연대기》 : 2019년 6월 1일 ~ 2019년 7월 7일
- 《호텔 델루나》 : 2019년 7월 13일 ~ 2019년 9월 1일
- 《아스달 연대기 2》 : 2019년 9월 7일 ~ 2019년 9월 22일
- 《날 녹여주오》 : 2019년 9월 28일 ~ 2019년 11월 17일
- 《사랑의 불시착》 : 2019년 12월 14일 ~ 2020년 2월 16일

### 2020년대

#### 2020년
- 《하이바이, 마마!》 : 2020년 2월 22일 ~ 2020년 4월 19일
- 《화양연화 - 삶이 꽃이 되는 순간》 : 2020년 4월 25일 ~ 2020년 6월 14일
- 《사이코지만 괜찮아》 : 2020년 6월 20일 ~ 2020년 8월 9일
- 《비밀의 숲 2》 : 2020년 8월 15일 ~ 2020년 10월 4일
- 《스타트업》 : 2020년 10월 17일 ~ 2020년 12월 6일
- 《철인왕후》 : 2020년 12월 12일 ~ 2021년 2월 14일

#### 2021년
- 《빈센조》 : 2021년 2월 20일 ~ 2021년 5월 2일
- 《마인:MINE》 : 2021년 5월 8일 ~ 2021년 6월 27일
- 《악마판사》 : 2021년 7월 3일 ~ 2021년 8월 22일
- 《갯마을 차차차》 : 2021년 8월 28일 ~ 2021년 10월 17일
- 《지리산》 : 2021년 10월 23일 ~ 2021년 12월 12일 (tvN 15주년 특별 기획으로 방송)
- 《불가살》 : 2021년 12월 18일 ~ 2022년 2월 6일

#### 2022년
- 《스물다섯 스물하나》 : 2022년 2월 12일 ~ 2022년 4월 3일
- 《우리들의 블루스》 : 2022년 4월 9일 ~ 2022년 6월 12일
- 《환혼》 : 2022년 6월 18일 ~ 2022년 8월 28일
- 《작은 아씨들》 : 2022년 9월 3일 ~ 2022년 10월 9일
- 《슈룹》 : 2022년 10월 15일 ~ 2022년 12월 4일
- 《환혼 빛과 그림자》 : 2022년 12월 10일 ~ 2023년 1월 8일

#### 2023년
- 《일타 스캔들》 : 2023년 1월 14일 ~ 2023년 3월 5일
- 《판도라: 조작된 낙원》 : 2023년 3월 11일 ~ 2023년 4월 30일
- 《구미호뎐 1938》 : 2023년 5월 6일 ~ 2023년 6월 11일
- 《이번 생도 잘 부탁해》 : 2023년 6월 17일 ~ 2023년 7월 23일
- 《경이로운 소문 2: 카운터 펀치》 : 2023년 7월 29일 ~ 2023년 9월 3일
- 《아라문의 검》 : 2023년 9월 9일 ~ 2023년 10월 22일
- 《무인도의 디바》 : 2023년 10월 28일 ~ 2023년 12월 3일
- 《마에스트라》 : 2023년 12월 9일 ~ 2024년 1월 14일

#### 2024년
- 《세작, 매혹된 자들》 : 2024년 1월 21일 ~ 2024년 3월 3일
- 《눈물의 여왕》 : 2024년 3월 9일 ~ 2024년 4월 28일
- 《졸업》 : 2024년 5월 11일 ~ 2024년 6월 30일
- 《감사합니다》 : 2024년 7월 6일 ~ 2024년 8월 11일
- 《엄마친구아들》 : 2024년 8월 17일 ~ 2024년 10월 6일
- 《정년이》 : 2024년 10월 12일 ~ 2024년 11월 17일
- 《사랑은 외나무다리에서》 : 2024년 11월 23일 ~ 2024년 12월 29일

#### 2025년
- 《별들에게 물어봐》 : 2025년 1월 4일 ~ 2025년 2월 23일
- 《감자연구소》 : 2025년 3월 1일 ~  2025년 4월 6일
- 《언젠가는 슬기로울 전공의생활》 : 2025년 4월 12일 ~ 2025년 5월 18일
- 《미지의 서울》 : 2025년 5월 24일 ~ 2025년 6월 29일
- 《서초동》 : 2025년 7월 5일 ~ 2025년8월10일

## 경쟁 프로그램
- KBS 2TV 토일 드라마
- MBC 토일 드라마
- TV조선 토일 드라마
- JTBC 토일 드라마
- 채널A 토일 드라마
- MBN 토일 드라마
- ENA 토일 드라마